# DeepBurner
DeepBurner is een computerprogramma waarmee bestanden op opneembare cd's en dvd's gebrand kunnen worden. In tegenstelling tot veel andere programma's met dezelfde mogelijkheden, is dit programma gratis van het internet te downloaden. Er is ook een pro-versie beschikbaar, die meer opties biedt waaronder dvd-films, fotoalbums, back-upmogelijkheid en schijfduplicatiemogelijkheden. Er is ook een portable versie beschikbaar. Er is ondersteuning voor cd-r, cd-rw, dvd-r, dvd-rw, dvd+r, dvd+rw en dvd-ram. Het programma kan ook ISO-bestanden maken en branden.
DeepBurner is beschikbaar voor Windows XP+ en wordt geschreven door Astonsoft.